# IC 4912
IC 4912 ist eine Balken-Spiralgalaxie vom Hubble-Typ SBc im Sternbild Oktant am Südsternhimmel. Sie ist schätzungsweise 268 Millionen Lichtjahre von der Milchstraße entfernt.
Das Objekt wurde am 22. September 1900 von DeLisle Stewart entdeckt.